# Teolipt (Fenerlis)
Teolipt, imię świeckie Jakowos Fenerlis (ur. 17 kwietnia 1957 w Therapii) – duchowny prawosławny w jurysdykcji Patriarchatu Konstantynopola, od 2000 tytularny metropolita Ikonium. 

## Życiorys
Święcenia diakonatu przyjął 27 kwietnia 1977, a prezbiteratu 21 listopada 1997. Chirotonię biskupią otrzymał 10 września 2000.